# ITÜ Hornets 2022
Questa voce raccoglie le informazioni riguardanti gli ITÜ Hornets nelle competizioni ufficiali della stagione 2022.

## 1. Lig 2022

### Stagione regolare
| 16 aprile 2022 1ª giornata | Koç Rams | 14 – 0 | ITÜ Hornets |  |

| 30 aprile 2022 2ª giornata | ITÜ Hornets | 15 – 13 | Sakarya Tatankaları |  |

| 21 maggio 2022 3ª giornata | Gazi Warriors | 6 – 41 | ITÜ Hornets |  |

| 28 maggio 2022 4ª giornata | ITÜ Hornets | 26 – 21 | Boğaziçi Sultans |  |

| 12 giugno 2022 5ª giornata | Anadolu Rangers | 25 – 0 | ITÜ Hornets |  |

| 19 giugno 2022 6ª giornata | Hacettepe Red Deers | 13 – 41 | ITÜ Hornets |  |

| 3 luglio 2022 7ª giornata | ITÜ Hornets | 35 – 14 | ODTÜ Falcons |  |

### Playoff
| 31 luglio 2022 Semifinale | Koç Rams | 18 – 13 | ITÜ Hornets |  |

## Statistiche di squadra
| Competizione      | %Vittorie | In casa | In casa | In casa | In casa | In casa | In casa | In trasferta | In trasferta | In trasferta | In trasferta | In trasferta | In trasferta | Totale | Totale | Totale | Totale | Totale | Totale |
| Competizione      | %Vittorie | G       | V       | N       | P       | Pf      | Ps      | G            | V            | N            | P            | Pf           | Ps           | G      | V      | N      | P      | Pf     | Ps     |
| ----------------- | --------- | ------- | ------- | ------- | ------- | ------- | ------- | ------------ | ------------ | ------------ | ------------ | ------------ | ------------ | ------ | ------ | ------ | ------ | ------ | ------ |
| Stagione regolare | .714      | 3       | 3       | 0       | 0       | 76      | 48      | 4            | 2            | 0            | 2            | 82           | 58           | 7      | 5      | 0      | 2      | 158    | 106    |
| Playoff           | .000      | 0       | 0       | 0       | 0       | 0       | 0       | 1            | 0            | 0            | 1            | 13           | 18           | 1      | 0      | 0      | 1      | 13     | 18     |
| Totale            | .625      | 3       | 3       | 0       | 0       | 76      | 48      | 5            | 2            | 0            | 3            | 95           | 76           | 8      | 5      | 0      | 3      | 171    | 124    |